# El Alto (Bolivie)
Pour les articles homonymes, voir Alto (toponyme).
El Alto est une ville de Bolivie située dans le prolongement de la capitale La Paz dans le département de La Paz et la province de Pedro Domingo Murillo. Avec plus de 848 000 habitants en 2012, El Alto constitue la deuxième ville du pays après Santa Cruz de la Sierra, dépassant de ce fait même la capitale. Peuplée d'environ un peu moins d'un million d'habitants, elle est l'une des villes les plus élevées du monde. Elle est la ville de plus de cent mille habitants la plus élevée du monde à 4 149 m d'altitude.
L'aéroport international El Alto, desservant la capitale, est situé sur le territoire de la ville et constitue l'aéroport international dont l'altitude est la plus élevée au monde.

## Géographie
Elle se situe sur l'altiplano, haut plateau andin. Il y règne un climat rigoureux tout au long de l'année, froid et venteux mais néanmoins ensoleillé. La pluviométrie est très faible (330 mm) et se concentre principalement durant les mois d'été. Les réserves d'eau de la ville sont insuffisantes pour faire face à un développement démographique non planifié de 5 % par an. L'eau provient des glaciers environnants et est difficile d'accès pour les populations les plus pauvres du fait du manque d'infrastructures d'acheminement de l'eau en ville et de l'insuffisance des retenues d'eau dans les montagnes. Un quart de sa population n'a pas accès à l'eau courante.

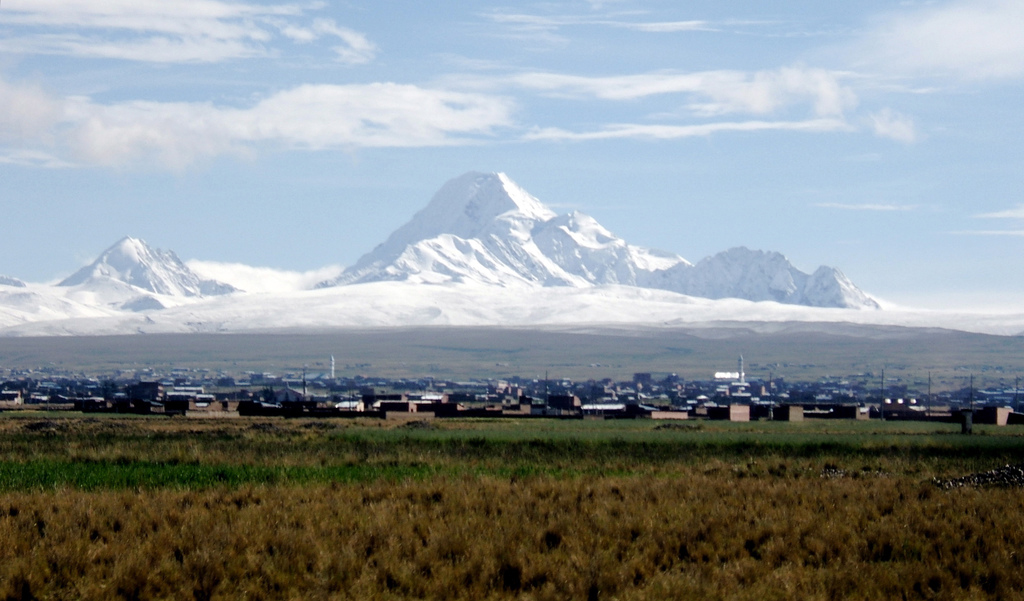
Vue de l'altiplano et d'El Alto.

## Histoire
Officiellement municipalité de Bolivie depuis 1985, il ne s'agissait d'abord que d'une banlieue alimentée par l'exode rural des populations amérindiennes notamment aymara. Exode rural causé par les chocs pétroliers des années 1970 qui avaient ravagé l'appareil industriel bolivien dans les campagnes, ainsi que par une transition démographique indigène rendant impossible le maintien pour tous d'un mode de vie rural dans les grands espaces altiplaniens arides déjà peu propices à l'agriculture.
Depuis les années 1950, El Alto est devenue officieusement la troisième plus grande agglomération, après Santa Cruz de la Sierra et La Paz. Mais le destin de cette ville nouvelle est intimement lié à celui de La Paz, où siège le gouvernement et où les travailleurs alteñiens se rendent par migration pendulaire. La ville reste encore très pauvre et possède peu d'infrastructures récentes.
Elle est aussi le siège d'un évêché catholique et possède une cathédrale.
Longtemps considérée comme une banlieue-dortoir, sans service public, sans eau courante ni électricité, El Alto obtient le statut de ville en 1988.
Elle est le théâtre de grandes manifestations entre 2000 et 2003, connues comme les guerres de l'eau et du gaz, contre plusieurs projets gouvernementaux de privatisation.
Le journaliste John Pilger, dans son film La Guerre contre la démocratie (The War on Democracy), s'est rendu dans cette ville pour enquêter sur des massacres ayant eu lieu durant les évènements de 2003.
El Alto connait un important développement économique depuis les années de présidence d'Evo Morales, d'origine aymara comme 80 % de la population de la ville. Des routes sont tracées, des égouts sont creusés. Le téléphérique, créé en 2014 et long de 30 kilomètres, est le plus étendu du monde. En 2019, le centre commercial Multicine est ouvert : il comprend 3 600 mètres carrés de salles de projection et de restaurants. Avant, la ville ne comptai aucun cinéma.

## Administration et politique

### Morphologie urbaine
La municipalité d'El Alto est officiellement créée le 6 mars 1985 et est ensuite élevée au statut de ville quelques années plus tard, soit précisément le 26 septembre 1988.
La ville s'étend sur 387,56 km2 qui est subdivisée en quatorze districts ayant des fonctions administratives et politiques. Le territoire de la municipalité représente 7,58 % du territoire total de la province Pedro Domingo Murillo. Parmi les quatorze districts, dix sont de caractère urbain et quatre de caractère rural.

### Instances politiques
À l'instar des autres municipalités boliviennes, El Alto est dirigée par un gouvernement municipal, soit le Gobierno Autónomo Municipal de El Alto. Celui-ci est constitué d'un maire et d'un conseil municipal où des maires adjoints siègent et représentent chacun des quatorze districts formant la ville. La mairesse actuelle est Eva Copa, élue sous la bannière de Jallalla La Paz, pour le mandat 2021-2026. La liste suivante recense les maires d'El Alto depuis 2010.
- 2010-2015 : Edgar Patana (MAS)
- 2015-2021 : Soledad Chapetón Tancara (UN)
- 2021-2026 : Eva Copa (Jallalla)

### Quartiers
El Alto est constituée de plusieurs quartiers qui revêtent davantage un caractère sociologique que politique ou administratif, contrairement aux districts. Une liste sommaire ci-dessous présente quelques quartiers notables.
- 1.º de mayo
- La Ceja
- 16 de julio
- Complejo
- Ciudad Satélite
- Mercedario
- Villa Ingenio
- Nuevos Horizontes
- Senkata
- Santiago I
- Santiago II
- Villa Adela
- Villa Dolores
- Villa Exaltación
- Villa Ingavi

## Population et société

### Démographie
La municipalité d'El Alto constitue selon les estimations de 2020, la deuxième plus grande ville de Bolivie par la population, après Santa Cruz de la Sierra. En 2020, la population est effectivement estimée à 943 558 habitants. Le tableau suivant présente l'évolution du nombre d'habitants de la ville suivant les recensements qui ont été effectués au fil des années. À noter que la « ville d'El Alto » correspond à son noyau urbanisé.
| Année | Ville   | Municipalité |
| ----- | ------- | ------------ |
| 1992  | 405 492 | 414 528      |
| 2001  | 647 350 | 649 958      |
| 2012  | 846 880 | 848 452      |
| 2022  | -       | -            |

### Criminalité
Bien que la Bolivie soit l'un des pays les plus sûrs d'Amérique latine, les zones urbaines populaires comme El Alto concentrent une certaine petite criminalité (escroqueries, pickpockets...) liée à la grande pauvreté de nombreux habitants. El Alto est également parfois le théâtre de lynchages, qui font partie du paysage social bolivien teinté d'une certaine violence. Les cambriolages étant nombreux, certaines familles qui vivent en communauté à El Alto pendraient ainsi des épouvantails au lampadaire de leur rue afin de montrer aux voleurs ce qui les attend.

## Transports

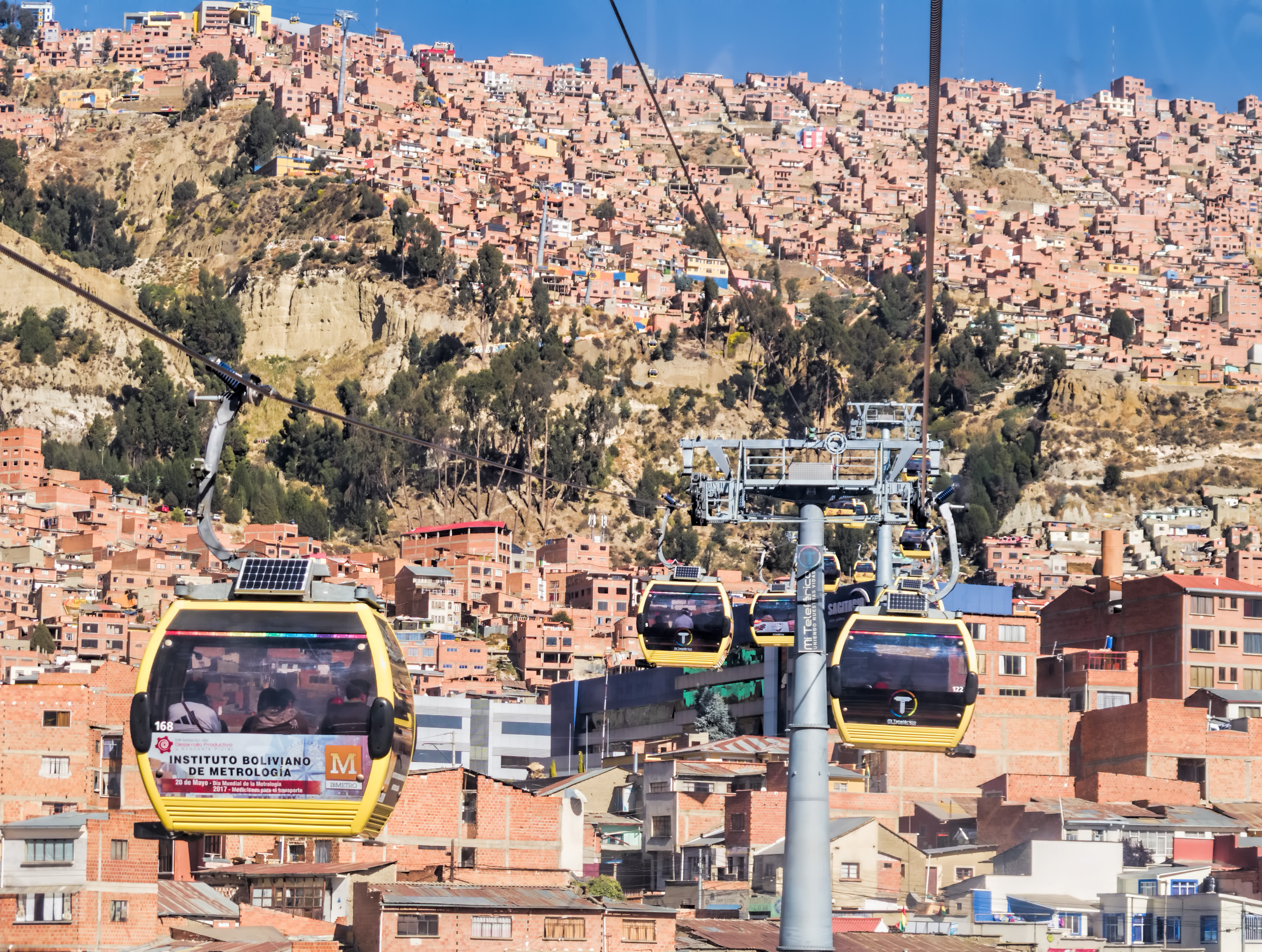
Vue du téléphérique et de La Paz (au premier plan) surmontée par El Alto (en arrière-plan).

L'accès à la capitale est aisé grâce à l'unique autoroute de Bolivie. À 10 km se situe le centre-ville de La Paz, à 3 600 m d'altitude. Cet accès routier unique vers La Paz est également extrêmement stratégique, car elle est très souvent l'objet de blocages lors des grands mouvements sociaux (ce qui met La Paz dans un quasi état de siège), des blocages qui peuvent jusqu'à aller au renversement du gouvernement comme en 2003 lors de la guerre du gaz.
À l'opposé, la route conduit au sud-est à travers des paysages hors du commun jusqu'à Oruro. Cependant, pour ceux qui ne disposent pas de transports privés, l'accès à la capitale est rendu très difficile, voire dangereux dans ses minibus surchargés.
L'aéroport international de La Paz, l'un des plus hauts du monde, se trouve également à El Alto.
Un réseau de téléphériques urbains appelé Mi Teleférico relie les villes de La Paz et d'El Alto. Mis en service le 30 mai 2014, le réseau comptait en 2018, un total de 25 stations réparties sur huit lignes.